# Katharina Baunach
Katharina Baunach (Würzburg, 1989. január 18. –) német női válogatott labdarúgó.

## Pályafutása

### Klubcsapatban
2006-ban hat bajnoki mérkőzésen egy gólt szerzett az SV 67 Weinberg csapatában, majd a Bayern München játékosa lett. 2006. szeptember 10-én mutatkozott be a 4–1-es hazai győzelemmel záruló Hamburger SV elleni bajnokin, a 17. percben gólt is szerzett. Két bajnoki címet és egy kupa győzelmet szerzett a klubbal. A 2016–17-es szezon végén a rivális VfL Wolfsburg csapatába igazolt, 2019 júniusáig írt alá. Szerződése lejárta után aláírt az angol élvonalban szereplő West Ham United csapatába.

### A válogatottban
A 2007-es U19-es női labdarúgó-Európa-bajnokságon aranyérmesként zárt a válogatottal, míg a 2008-as U20-as női labdarúgó-világbajnokságon bronzérmes lett. Részt vett a 2009-es Algarve-kupán a felnőtt válogatottal. A finn női labdarúgó-válogatott és a kínai női labdarúgó-válogatott elleni csoportmérkőzésen pályára lépett. Ezt követően évekig nem került be a bő keretbe sem. A 2015-ös női labdarúgó-világbajnokság selejtezőin két alkalommal a kispadon kapott lehetőséget.

## Sikerei, díjai

### Klub
- Bayern München
  - Női Bundesliga: 2014–15, 2015–16
  - Német kupa: 2011–12
- VfL Wolfsburg
  - Női Bundesliga: 2017–18, 2018–19
  - Német kupa: 2017–18, 2018–19

### Válogatott
- Németország U19
  - U19-es női labdarúgó-Európa-bajnokság: 2007
- Németország U20
  - U20-as női labdarúgó-világbajnokság bronzérmes: 2008

### Egyéni
- Fritz Walter-medál – ezüstérmes: 2007